# Ливонез
Ливонез — русская серебряная монета, эквивалент прусского талера с обозначением номинала в копейках (96 копеек — 1 ливонез, 48 копеек — ½ ливонеза и так далее). Ливонезы выпускались в 1756—1757 годах для присоединённой Ливонии (Лифляндской и Эстляндской губерний).

## История
После присоединения Ливонии к России в Лифляндии и Эстляндии сохранялась монетная система, основанная на талере. В обращении участвовали различные местные и европейские монеты, российские использовались в качестве исключения и часто по невыгодному курсу.
В 1756 году Россия начала подготовку к участию в Семилетней войне, в Прибалтике были размещены российские войска. Российским войскам выплачивалось денежное довольствие в общероссийских деньгах, и при расплате с местным населением солдаты и офицеры вынуждены были совершать покупки по невыгодному курсу. Организация денежного обращения в Ливонии, основанного на российской монетной стопе и десятичной монетной системе, показалась властям нецелесообразной, заняла бы слишком много времени и средств. Правительство приняло решение о выпуске специальных монет для Ливонии, основанных на талерной (двенадцатиричной системе счисления). Было принято решение об ограничении обращения новых монет городом Нарва. Для обмена на новые монеты был специально установлен курс из более чем 30 позиций к различным монетам Пруссии, Швеции, Польши и других стран. На первое время планировалось разрешить обращение иностранной и общероссийских монет, но со временем изымать их и направлять на Московский монетный двор для перечеканки в ливонезы.
Всего было выпущено 5 типов монет. 3 крупных номинала в 96 копеек (1 ливонез), 48 копеек (1⁄2 ливонеза) и 24 копейки (1⁄4 ливонеза). Для избежания дефицита разменных монет были выпущены номиналы в 4 и 2 копейки. В исторической литературе они имеют названия, соответственно: ливонез, полуливонез, четвертьливонез, грош, полугрош. При этом, грош составлял 1/24 ливонеза так же, как и в соседней Пруссии в это же время грош составлял 1/24 талера.
| Номинал             | 96 копеек | 48 копеек | 24 копейки | 4 копейки | 2 копейки |
| ------------------- | --------- | --------- | ---------- | --------- | --------- |
| Проба               | 0,750     | 0,750     | 0,750      | 0,750     | 0,375     |
| Вес                 | 26,38     | 13,19     | 6,59       | 1,10      | 1,05      |
| Вес чистого металла | 19,785    | 9,89      | 4,94       | 0,825     | 0,39      |

Выпуск новых монет оказался слишком трудоёмким, в результате их чеканка была прекращена, и в 1760-х годах они практически исчезли из обращения. Несмотря на последующие попытки российского правительства ввести в Прибалтике общероссийские деньги, окончательно обращение иностранных монет запретили только в 1846 году.